# 核動力

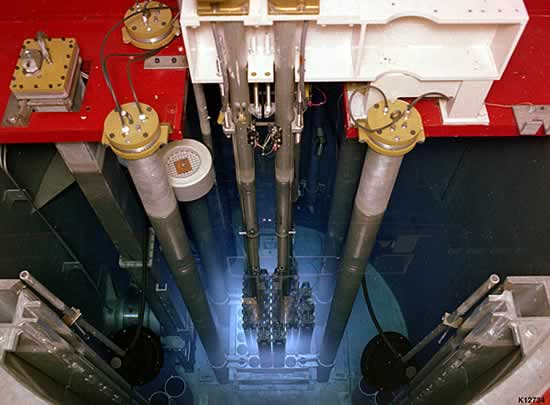
在愛達荷州一個核裂變反應堆TRIGA反应堆的核心近照。可以看出切倫科夫輻射的藍色輝光

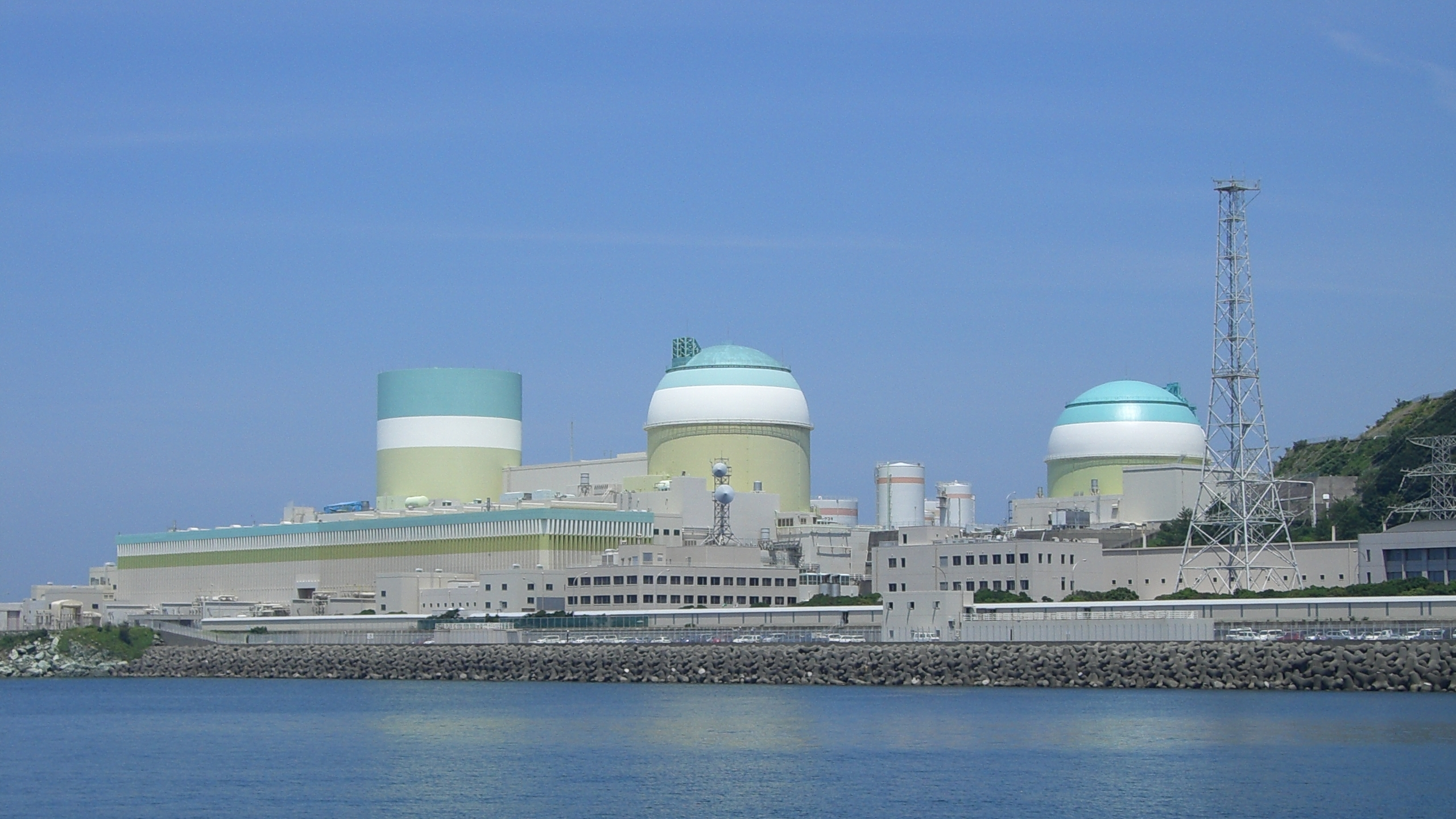
伊方核能發電廠，有三個壓水反應堆（PWR）。冷卻是通過與海水的熱交換來實現

壓水反應爐運作原理

核動力（英語：nuclear power，亦稱原子能或核能）是指通過可控核反應獲取能量，並轉化為動力、熱量及電能的技術體系。該技術涵蓋核裂變、核衰變與核聚變三種反應形式，其中核裂變技術已實現商業化應用。核能設施主要包括核電站及艦船核動力系統，其核心裝置為核反應堆，通過鏈式反應釋放熱能加熱工質（通常為水），產生的蒸汽驅動汽輪機組發電或直接提供機械動力。
在能量密度方面，核反應釋放的能量顯著高於傳統化學反應。以鈾-235為例，其單個原子核裂變可釋放約200兆電子伏特能量，而碳原子燃燒僅釋放4.1電子伏特，能效差距達數百萬倍。這種高能量密度特性使核能成為軍事與民用領域的重要能源選擇，特別適用於需長期持續供能的航母、核潛艇等軍事裝備，以及大規模基載電力供應。
截至2024年，全球核能發電量約佔總發電量10%，在歐洲部分國家比例更高達20%。可運行的商業核反應堆總裝機容量達395吉瓦（GW），預計至2035年將增長至494吉瓦，主要驅動力包括亞洲地區新建項目、現有機組延壽，以及小型模組化反應爐（SMR）技術的發展。中國現擁有全球最年輕且增長最快的核電機組，2024年裝機容量達56吉瓦，年發電量386.1太瓦時（TWh），已超越傳統核電大國法國。
核能安全紀錄方面，雖曾發生三哩島（1979年）、車諾比（1986年）及福島（2011年）等重大事件，但研究顯示按單位發電量死亡率計算，核能安全性優於化石燃料。當前技術發展重點包括提升被動安全系統、耐事故燃料研發，以及第四代反應堆設計，如高溫氣冷堆與快堆等。
全球核能政策呈現分化趨勢：美國延長現有反應堆運行許可至60年並推動小型模組化反應爐部署；中國計劃2035年核電裝機達2億千瓦，發電占比提升至10%；德國則計劃2022年前全面退核。國際能源署強調，核能對實現碳中和目標具有關鍵作用，若忽略核能貢獻，深度脫碳成本將顯著增加。

## 应用
美国每年产生的核能居全世界首位，美国人消耗的电能中約20%来自于核能。如果按核能占总电能的百分比来看，法国核能则为全球第一。2016年的调查显示，核能满足了72%的法国电能需求。 欧盟需要的26%的电能来自核反应。各国的核能政策均各有不同，有些反對依賴核能、有些則利用核能降低成本以滿足社會大眾。如中國、美國需求龐大，需要仰賴核能補充不足，例如法國可将經核電省下來的排碳量賣出，甚至販賣核電給其他人口密集的歐洲小國。部分軍事優先國家則是為了製造核武而興建核電廠。日本等島嶼型國家则借助核能缓解能源自主的問題。
核能是一种储量充足并被广泛应用的能量来源，而且如果用它取代化石燃料来发电的话，温室效应也会减轻。国际间正在进行对于改善核能安全性的研究，科学家们同时还在研究可控核聚变和核能的更多用途，比如说制氢（氢能也是一种被广泛提倡的清洁能源），海水淡化和大面积供热。1979年的三哩岛核泄漏事故和1986年的切尔诺贝利核事故使美国放缓了建造核能发电厂的步伐。后来，核能在经济与环境两方面的益处使联邦政府又开始重新考虑它。公众也对核能很感兴趣，不断飙升的油价，核能发电厂安全性的提高和符合京都议定书规定的低温室气体排放量使一些有影响的环境保护论者开始注意核能。有一些核反应堆已处于建造当中，几种新型核反应堆也在计划之中。
关于核能的利用一直存在着争议，因为那些放射性核废料会被无限期保存起来，这就有可能造成泄漏或爆炸，有些国家可能借应用核能的名义来大量制造核武器。核能的拥护者说这些风险都是很小的，并且应用了更先进的科技的新型核反应堆会将风险进一步降低。他们还指出，与其它化石燃料发电厂相比，核能发电厂的安全记录反而更好，核能产生的放射性廢料比燃烧煤产生的还少，并且核能可以持续获得。而核能的反对者，包括了大部分主要的环境保护组织，认为核能是一种不经济，不合理且危险的能源（尤其是与可再生能源相比），而且他们对新技术能否减低成本和风险也存在着争议。有些人担心朝鲜及伊朗可能正在以民用核能的名义研制核武器。朝鲜已经承认拥有核武器，而伊朗则对此否认。

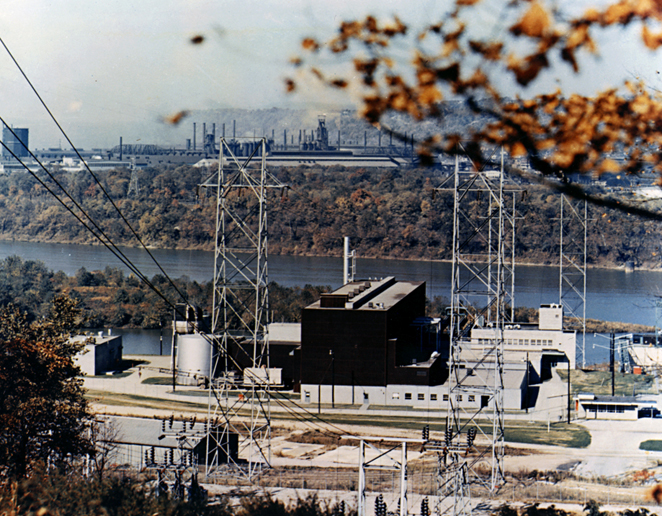
这是位于宾夕法尼亚州码头市的“码头市核电站”，它是美国第一个投入商业运营的核反应堆，于1957年开始工作。
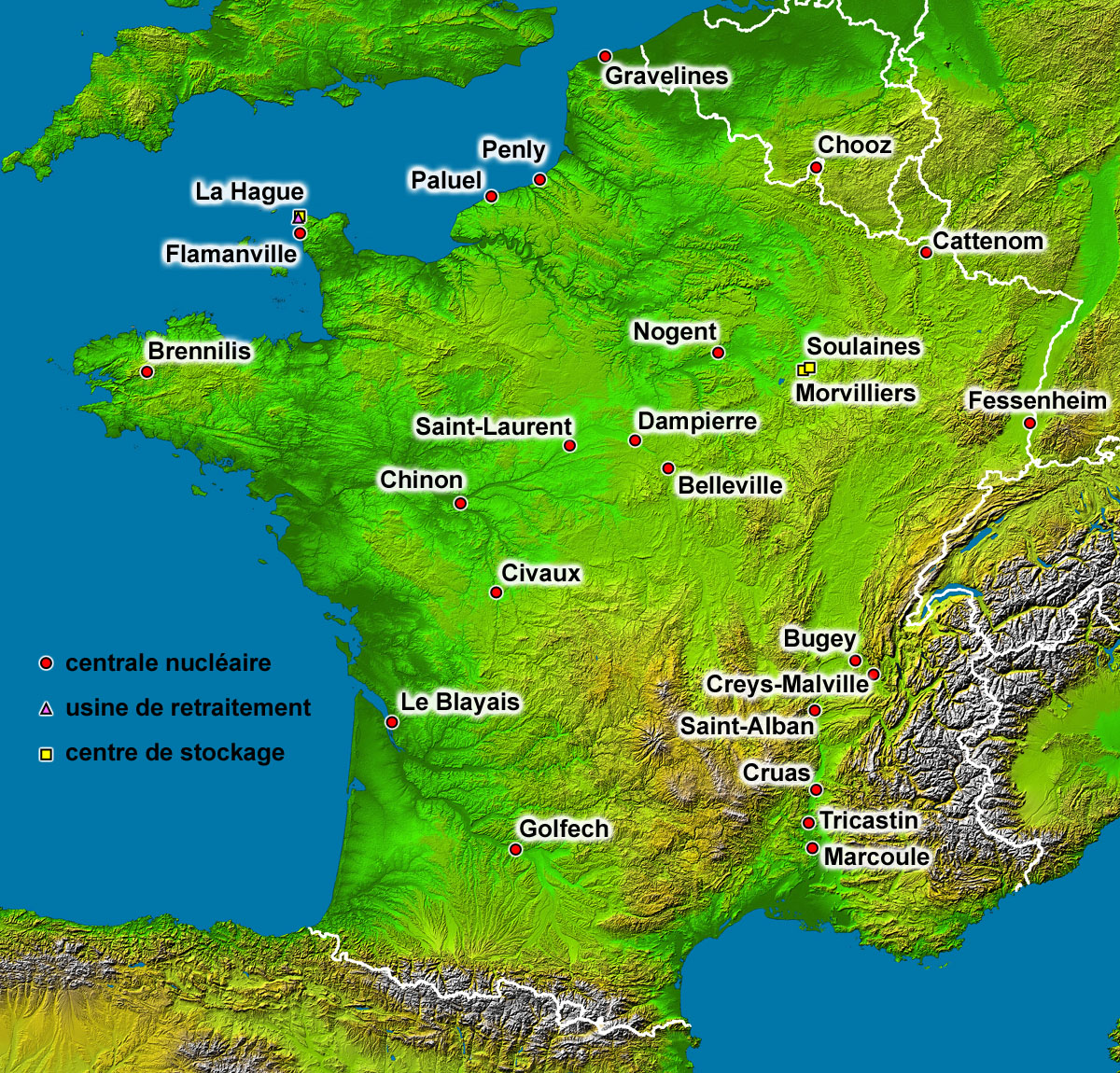
法國核電發電比例極高，圖為法國核電廠位置。
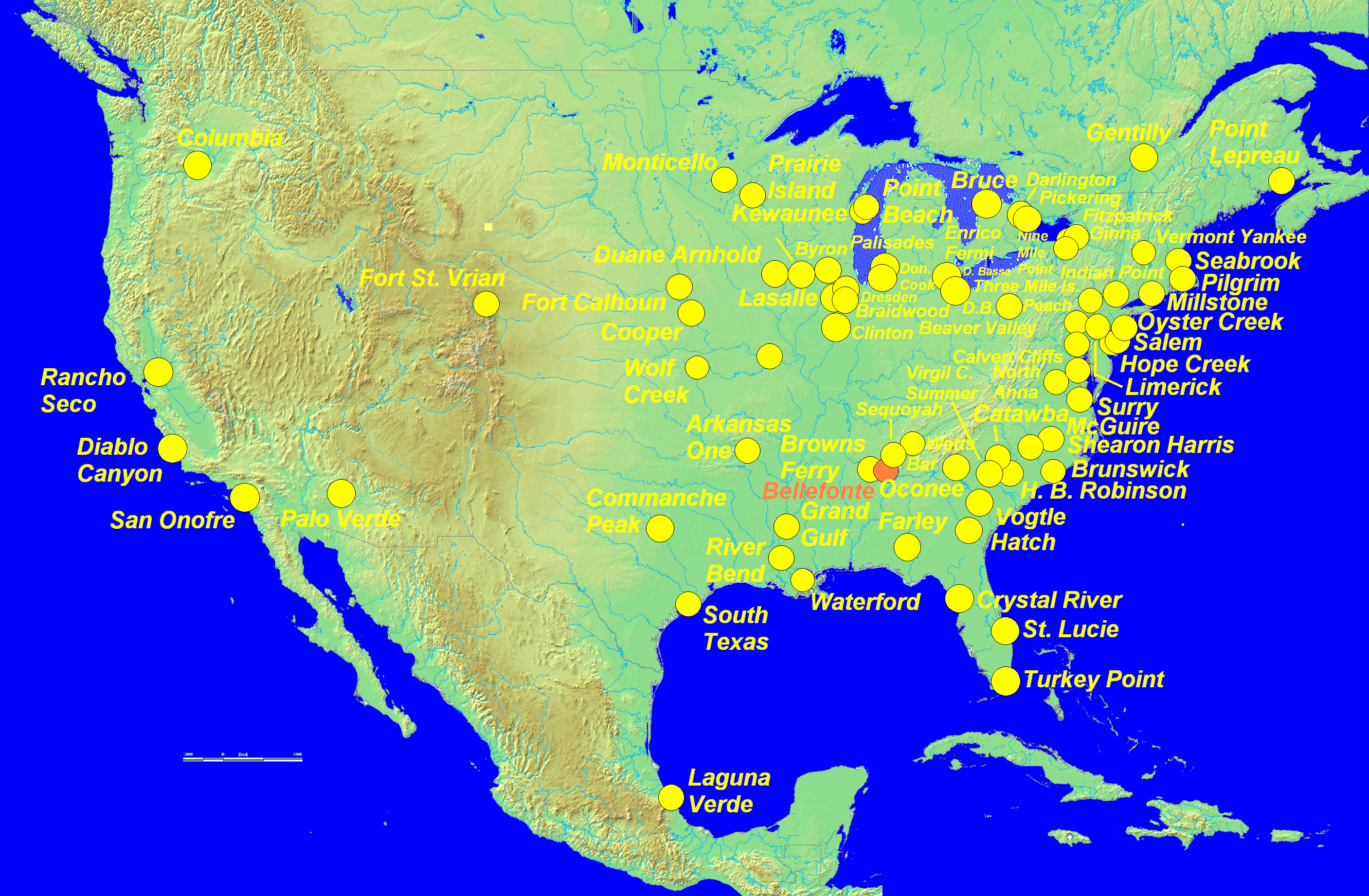
北美洲核電位置
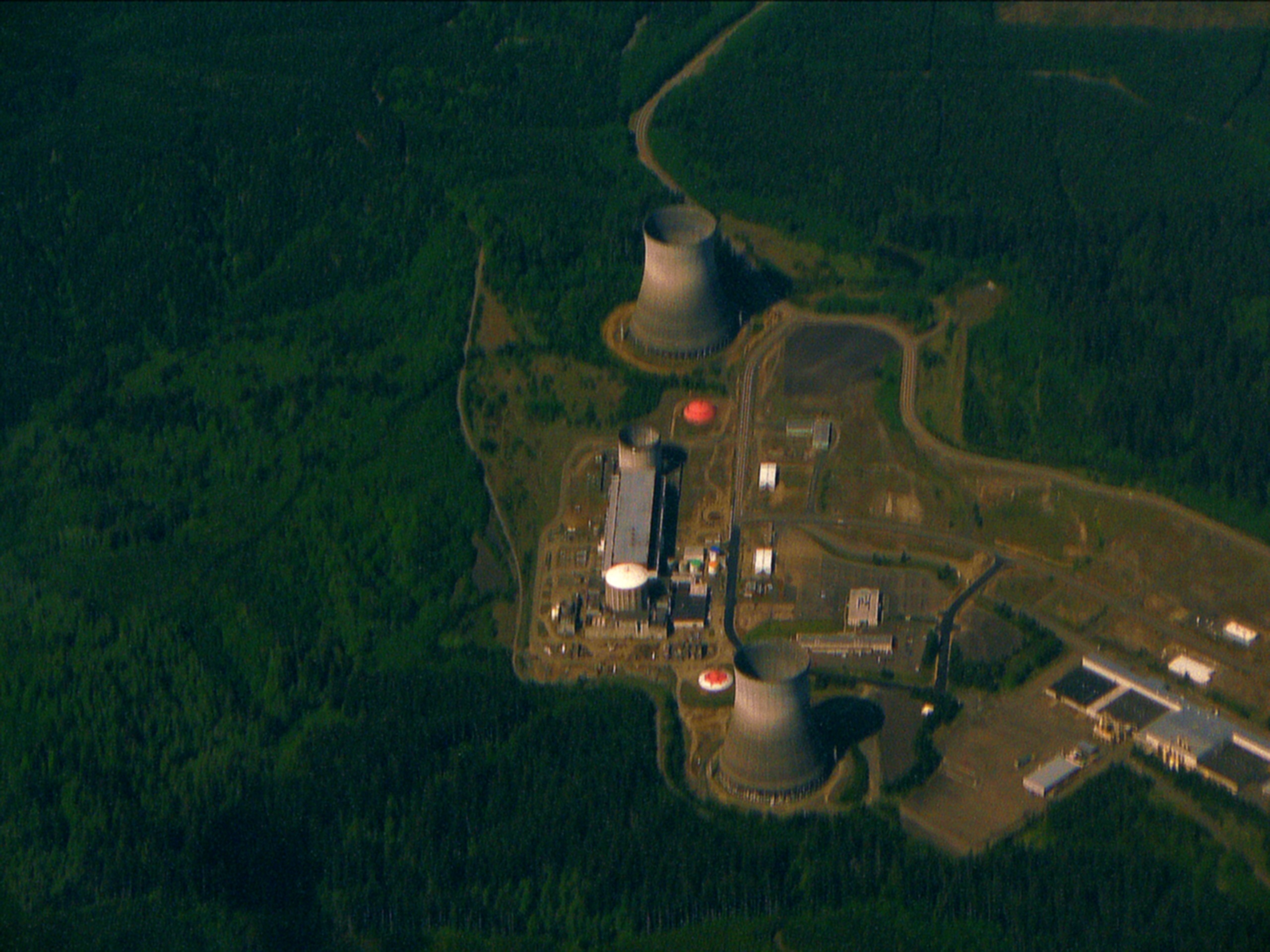
这是华盛顿公共供电系统，其中的3号和5号核电站在未完工时便遭废弃。
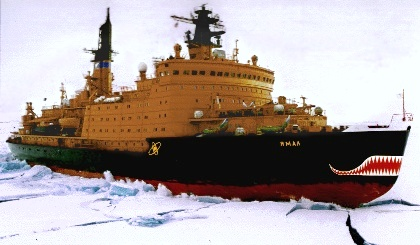
俄罗斯核动力破冰船NS Yamal（英语：Yamal (icebreaker)）在1994年与国家科学基金会的共同探险。

## 核能发电量占比
- 煤: 10,252,453 GWh (35.9%)
- 天然氣: 6,556,329 GWh (23.0%)
- 水力: 4,410,978 GWh (15.5%)
- 核能: 2,808,115 GWh (9.8%)
- 風力: 1,864,067 GWh (6.5%)
- 太陽能光伏: 1,020,438 GWh (3.6%)
- 石油: 722,727 GWh (2.5%)
- 生質能: 619,756 GWh (2.2%)
- 其它: 264,795 GWh (0.9%)

28,519,658 GWh
| 国家/地区 | 核能发电量（TWh） | 核能占该国家/地区发电量比例 |
| --------- | ----------------- | --------------------------- |
| 美国      | 772.2             | 18.2%                       |
| 中国      | 395.4             | 5.0%                        |
| 法國      | 282.1             | 62.6%                       |
| 俄羅斯    | 209.5             | 19.6%                       |
|           | 167.5             | 30.4%                       |
| 加拿大    | 81.7              | 12.9%                       |
| 西班牙    | 56.2              | 20.3%                       |
| 日本      | 51.9              | 6.1%                        |
| 瑞典      | 50.0              | 29.4%                       |
| 英国      | 43.6              | 14.2%                       |
| 印度      | 42.0              | 3.1%                        |
| 比利时    | 41.7              | 46.4%                       |
| 德国      | 31.9              | 5.8%                        |
| 捷克      | 29.3              | 36.7%                       |
| 芬兰      | 24.2              | 35.0%                       |

## 历史

### 起源
第一个成功的核裂变实验装置在1938年的柏林被德国科学家奥托·哈恩、莉泽·迈特纳和弗瑞兹·斯特拉斯曼制成。
在第二次世界大战中，一些国家致力于研究核能的利用，它们首先研究的是核反应堆。1942年12月2日，恩里科·费米在芝加哥大学建成了第一个完全自主的链式核反应堆，在他的研究基础上建立的反应堆被用来制造轰炸了长崎的原子弹“胖子”中的钚。在这个时候，一些国家也在研究核能，它们的研究重点是核武器，但同时也进行民用核能的研究。
[[File:USS Enterprise (CVAN-65), USS Long Beach (CGN-9) and USS Bainbridge (DLGN-25) underway in the Mediterranean Sea during Operation Sea Orbit, in 1964.jpg|thumb|三艘美国战舰，（从上到下）核动力巡洋舰{{link-en|USS Bainbridge|USS Bainbridge (CGN-25)和长滩号核动力导弹巡洋舰以及企业号航空母舰 (CVN-65)在1964年的第一艘核动力航母。在飞行甲板上，船员们组成拼写爱因斯坦的質能等價方程式E = mc2。]]

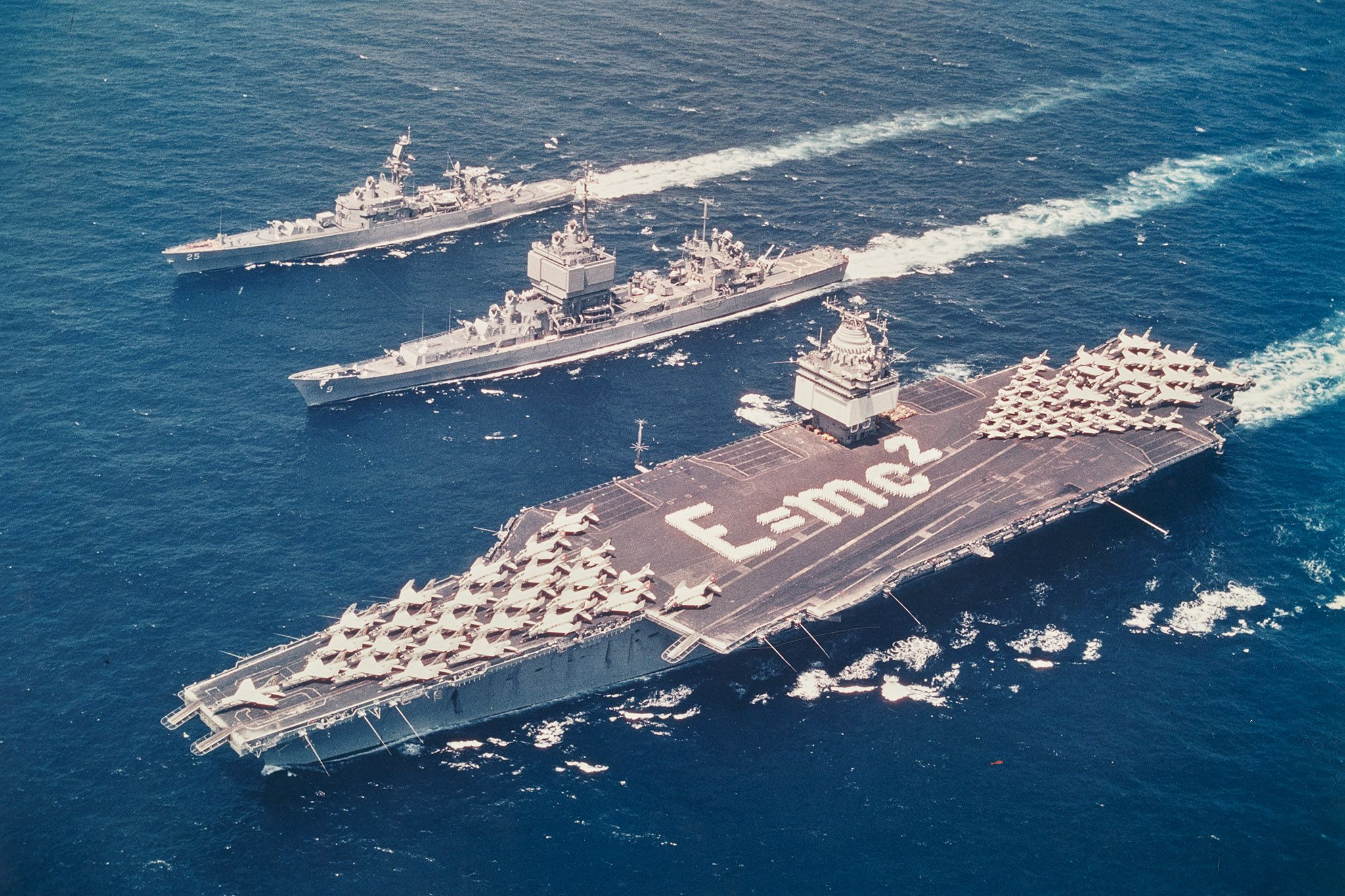
三艘美国战舰，（从上到下）核动力巡洋舰link-en|USS Bainbridge|USS Bainbridge (CGN-25)和长滩号核动力导弹巡洋舰以及企业号航空母舰 (CVN-65)在1964年的第一艘核动力航母。在飞行甲板上，船员们组成拼写爱因斯坦的質能等價方程式E = mc^{2}。

1951年12月20日人类首次用核反应堆产生出了电能，这个核反应堆位于爱达荷州Arco的EBR-I试验增殖反应堆，它最初输出的功率为100kW，發出的電僅供應該核反应堆的建築物，未連接電網。
1952年，帕雷委员会（“总统的材料政策委员会”的简称）向当时的美国总统哈利·S·杜鲁门提交了一份报告，这份报告认为核能的前景“相当悲观”，它建议应该让科学家们研究太阳能。
1953年12月，美国总统德怀特·艾森豪威尔发表的名为“和平需要原子”的演说，这使美国政府开始资助一系列国际间的核能研究。
1954年建造完成的鸚鵡螺號核動力潛艇是世界上第一艘核动力船。

### 早期
1954年6月27日，苏联奥布宁斯克核电站成为世界上第一个向电网并网发电的核电站。这个反应堆使用了石墨来控制核反应并用水来冷却，功率为5兆瓦。全世界第一个投入商业运营的核电站是英格兰設菲尔德的卡德霍尔核电站，它于1956年开始运行。它有一个Magnox型石墨气冷反应堆，最初的输出功率为50兆瓦，后来提高到了200兆瓦。美国海军为海狼核潜艇(SSN-575)研制的钠冷堆（Submarine Intermediate Reactor, SIR）的原型堆于1955年7月18日并网发电。 宾夕法尼亚州码头市的一个压水型反应堆1957年12月18日并网发电，是美国第一个投入商业运营的非军用反应堆。
1954年，美国原子能委员会（美国核管理委员会的前身）的主席刘易斯·斯特劳斯说，人们谈到核能时经常会提到，如果广泛应用核能，电力在将来会变得很便宜，这可能是指核融合發電，但实际上这是错误的。但是人们的这种想法已经让美国决定在2000年之前建造1000个核反应堆。
在1955年联合国的“第一次日内瓦会议”中，世界上聚集了最多的科学家来一起探索核能这个新领域。1957年，欧洲原子能共同体（EURATOM）与欧洲经济共同体（即现在的欧盟）一同成立。同年成立的还有国际原子能机构（IAEA）。

### 发展
核反应堆的功率提升迅速，从1960年代的不到1吉瓦猛增至1970年代的100吉瓦，1980年代又升到了300吉瓦。1980年以后，核反应堆的功率的提升变得不那么迅速了，到2005年，功率只上升到了366吉瓦，大部分來自於中國核能的建設。在1970年代和1980年代之间，建造核电站所需的巨額费用（来自政府要求的提高和一些反对者的诉讼所要求的经常性改进）和下降中的化石燃料國際市場价格一度使建造核电站变得不那么吸引人。
在20世纪后半叶一些反对核能的运动开始兴起，它们担心的是核事故和核辐射，还反对生产，运输和储藏核废料。1979年的三哩岛核泄漏事故和1986年的切尔诺贝利核事故成为了许多国家停止建造新核电站的关键理由。澳大利亚于1978年，瑞典于1980年，意大利于1987年都对建造核电站的问题发动了全民公投，同时爱尔兰的核能反对者成功地阻止了在該處核能计划的实施。但布鲁金斯学会表示，美国政府没有批准新核电站的建造主要是由于经济原因，而非安全问题。21世紀後全球暖化等議題成為關注焦點，比尔·盖茨等一群企業家和科學團隊認為核能是拯救暖化的唯一方案，這類觀點認定其他綠能之類方法耗用的土地與單位電費太高，不能在全人類經濟不崩潰的前提下終止暖化，盖茨旗下投資泰拉能源一直积极研發第四代反應爐并将兼顧安全性與廉價巨大電量视作終極目標。
中国國家政策認定核能是唯一兼顧經濟發展與抗暖化的巨量電力方案，眾多國企和民間資本投入研發之中，例如中國核工業二三國際有限公司和中國廣核集團、中國核工業建設集團等。国家能源局核电司統計2014年10月中国在运核电机组20台，装机容量1794万千瓦；在建规模28台，装机容量3061万千瓦。按照规划2020年运行核电装机将达到5800万千瓦，在建3000万千瓦同時世界上第一座商用化第四代反應爐石島灣核電站接近完工。中華人民共和國核工業坐拥21世紀初期至今全球最大規模的核能工業建設。
2019年俄羅斯宣布已完成將核動力用於太空船上研究設計，核动力发动机冷卻关键组件也試驗成功，使得核動力太空船成為可能，但目前為止國際上尚未有核能太空船的建造完成品公開。

## 反应堆的种类

### 当今的技术
现今正在运营的核反应堆可依裂變的方式區分为两大類，各類中又可依控制裂變的手段區分為數個子類別：

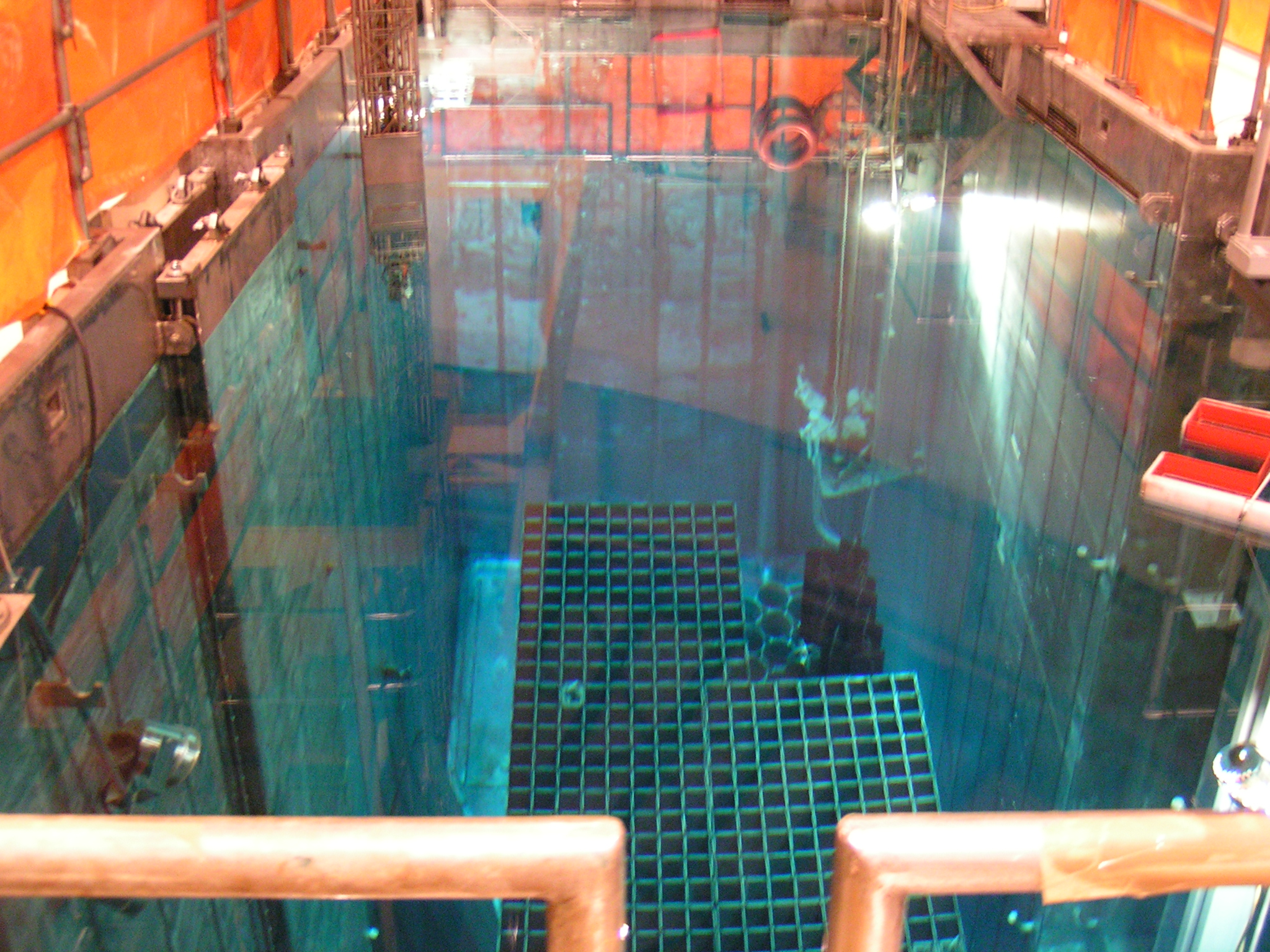
核燃料貯存池
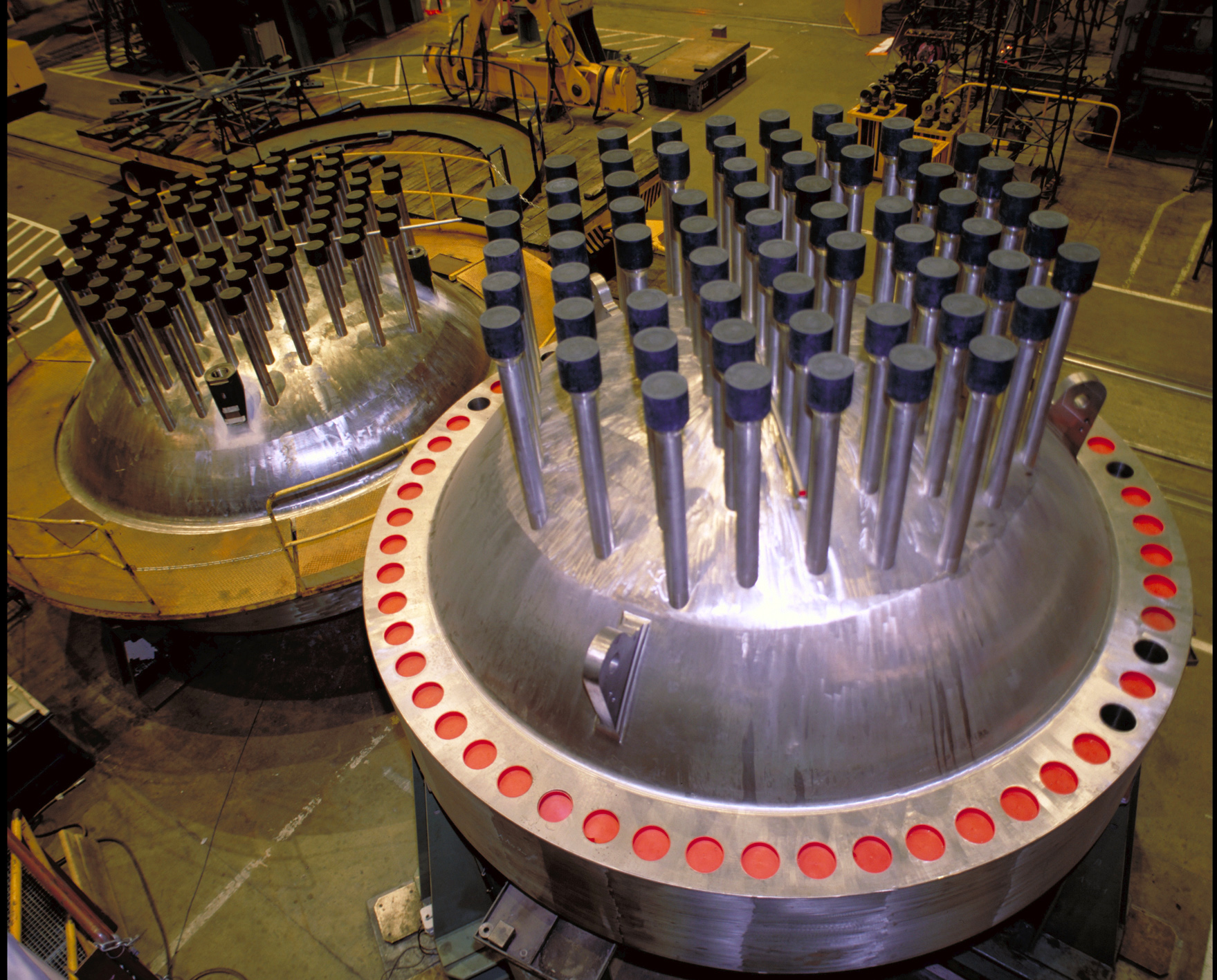
压水反应堆內爐

核裂变反应堆通过受控制的核裂变来获取核能，所獲核能以热量為形式从核燃料中释出。现行核电站所用的全為核裂变反应堆，这也是本段的主述内容。核裂变反应堆的输出功率為可调。核裂变反应堆也可依世代分类，比如说第一、第二和第三代核反应堆。现在的标准核反应堆都为压水式核反应堆（PWR）。
快中子式核反应堆和热中子式核反应堆的区别会在稍后讲到。总体来说，快中子式反应堆产生的核废料较少，其核废料的半衰期也大大短於其它型式反應堆所產生的核废料，但这种反应堆很难建造，运营成本也高。快中子式反应堆也可以当作增殖型核反应堆，而热中子式核反应堆一般不能為此。
- A. 压水反应堆（PWR）

这种反应堆完全以高压水来冷却并使中子减速（即使在温度极高时也是这样）。大部分正在运行的反应堆都属于这一类。尽管在三哩岛出事的反应堆就是这一种，一般仍认为这类反应堆最为安全可靠。这是一种热中子式核反应堆。中国大陆秦山核电站一期工程、大亚湾核电站和台灣核三廠的反应堆為此型。
- B. 沸水反應堆（BWR）

这些反应堆也以輕水作為冷却剂和减速剂，但水压較前一种稍低。正因如此，在这种反应堆内部，水是可以沸腾的，所以这种反应堆的热效率较高，结构也更简单，而且可能更安全。其缺点為，沸水会升高水压，因此这些帶有放射性的水可能突然泄漏出来。这种反应堆也占了现在运行的反应堆的一大部分。这是一种热中子式核反应堆。台灣核一廠和核二厂兩座發電廠的反应堆為此型。
- C. 压重水式核反应堆（PHWR）

这是由加拿大设计出来的一种反应堆，也叫做CANDU，这种反应堆使用高压重水来进行冷却和减速。这种反应堆的核燃料不是装在单一压力舱中，而是装在几百个压力管道中。这種反应堆使用天然铀为核燃料，是一种热中子式核反应堆。这种反应堆可以在输出功率开到最大时添加核燃料，因此能高效利用核燃料（因为可作精确控制），並節省濃縮鈾的成本；只是重水很貴。大部分压重水式反应堆都位于加拿大，有一些出售到阿根廷、中国、印度（未加入防止核武器扩散条约）、巴基斯坦（未加入防止核武器扩散条约）、罗马尼亚和南韩。印度也在它的第一次核试爆后运行一些压重水式核反应堆（一般被称为“CANDU的变种”）。中国秦山核电站三期工程的反应堆为此型。
- D.石墨輕水型核反应堆（RBMK）

这是一种苏联的设计，它在输出电力的同时还产生能用於核武的钚。这种反应堆用水来冷却并用石墨来减速。RBMK型与压重水型在某些方面具有相同之处，即可以在运行中补充核燃料，并且使用的都是压力管。但是与压重水型不同的是，这种反应堆不稳定，并且体积太大，无法装置在外罩安全壳的建筑物里，这點很危险。RBMK型还有一些很重大的安全缺陷，尽管其中一些在切尔诺贝利核事故后被改正。一般认为RBMK型是最危险的核反应堆型号之一，以武器為優先的思路已經違反了核電講求安全的要點。曾出現事故的切尔诺贝利核电站就拥有四台RBMK型反应堆。
- E.气冷式反应堆（GCR）和高级气冷式反应堆（AGCR）

这种反应堆使用石墨作为减速剂，并用二氧化碳作为冷却剂。其工作温度較压水式反应堆更高，因此热效率也更高。一部分正在运行的反应堆属于这一类，大部分位于英国。老式的核电站（也就是Magnox式）已經或即将关闭。但高级气冷式核反应堆还会继续运行10至20年。这是一种热中子式核反应堆。关闭这种核电站的费用很高，因其反应炉核心很大。
- F. 液态金属式快速增殖核反应堆（LMFBR）

这种反应堆使用液态金属作为冷却剂，而完全不用减速剂，并且在发电的同时生产出比消耗量更多的核燃料。这种反应堆在效率上很接近压水式反应堆，而且工作压力不需太高，因为液态金属即使在极高温下也不需加压。法国的超级凤凰核电站和美国的费米-I核电站用的都是这种反应堆。1995年，日本的“文殊”實驗反應爐發生液态钠泄漏，预计将会在2008年重新开始运行。这三个核电站都用了液态钠。这是一种快速中子式反应堆而不是热中子式反应堆。液态金属式反应堆分为两种：
- 液态铅式反应堆

这种反应堆使用液态铅来作为冷却剂，铅不但是隔绝辐射的绝佳材料，还能承受很高的工作温度。还有，铅几乎不吸收中子，所以在冷却过程中损失的中子较少，冷却剂也不会变成帶放射性。与钠不同的是，铅是惰性元素，所以发生事故的機率也较小，但是，应用如此大量的铅就不得不考虑毒性问题，而且清理起来也很麻烦。这种反应堆经常用的是铅铋共熔合金。在这种情况下，铋会产生一些小的放射性问题，因为它会吸收少量中子，而且也比铅更容易变得帶放射性。
- 液态钠式反应堆

大部分液态金属式反应堆都属于这一种。钠很容易获得，而且还能防止腐蚀。但是，钠遇水即剧烈爆炸，所以使用时一定要小心。虽然这样，處理钠爆炸并不比處理压水式核反应堆中超高温輕水的泄漏麻烦到哪里去。
- 放射性同位素温差发电机

通过被动的衰变来获取热量。一些放射性同位素温差发电机被用来驱动太空探测器（比如卡西尼-惠更斯号），苏联的一些偏遠地區灯塔，和某些心脏起搏器。这种发电机产生的热会隨著時間逐漸減少，其热能通过熱電效應转换成电能。

### 工作原理
一般核电站的关键部分是：
- 核燃料
- 反應爐燃料棒
- 中子减速剂
- 冷却剂
- 控制棒
- 反應爐壓力槽
- 反应炉中心紧急冷却系统
- 反应堆保护系统
- 蒸汽发生器（沸水式反应堆中没有这个）
- 安全壳建筑
- 水泵
- 涡轮机
- 发电机
- 冷凝器

一般的热电厂都有燃料供应来产生热，比如说天然气、煤或石油。对于核电厂来说，它需要的热来自于核反应堆中的核裂变。当一个相当大的可裂变原子核（一般为铀-235或钚-239）被一个中子轰击时，它便分裂为两个或更多个部分，同时释放出能量和中子，这个过程就叫做核裂变。原子核释放出的中子会继续轰击其它原子核。当这个链式反应被控制的时候，它释放出的能量便可用来烧水，产生出的水蒸气会驱动涡轮机，从而产生电能。需要记住的是，核爆炸中发生的是“不受控制的”链式反应，而核反应堆中的裂变速度无法达到核爆炸所需要的速度，这是因为商业用核燃料的浓度还不够高。（参看浓缩铀）
链式反应被一些能够吸收或减慢中子的材料控制着。在以铀为核燃料的反应堆当中，中子需要被减慢速度，因为当慢速中子轰击铀-235原子核时是更容易发生裂变的。轻水反应堆使用普通水来减慢中子并进行冷却。当水的温度升高到一定程度时，它便达到了工作温度，此时它的密度会降低，因此没被它吸收的少量中子会被减得足够慢，然后去引发新的裂变。负反馈将裂变速度保持在一定水平。

### 试验技术
一些产生核能的其他设计，比如说德国第IV号反应堆，是一些正在进行的研究项目的对象。它们在将来可能会投入实际应用。一些改进后的核反应堆使反应炉变得更干净、更安全、降低散布核武器的风险。
- 超临界水冷式反应堆（SCWR）

超临界水冷式反应堆将比气冷式反应堆更高的效率与压水式反应堆的安全性结合在一起，它在技术上遇到的挑战可能比二者都大。在这种反应堆中，水会被加热到临界点。超临界水冷式反应堆与沸水式反应堆相似，但是超临界水冷式反应堆中的水不会沸腾，因此它的热效率也就比沸水式反应堆高。这是一种超热中子反应堆。
- 整合式快中子反应堆

1980年代科学家建造，测试并评估一个整合式快中子反应堆，后在1990年代由于克林顿政府的要求而被弃置，这是因为克林顿政府的政策是防止核武器扩散。这种反应堆会将用过的核燃料回收，因此它只产生一点核废料。本段结尾的链接是对于爱达荷州阿贡国家实验室的前总管Charles Till博士的采访，他介绍整合式快中子反应堆并解释它在安全性，效率，核废料和其它几个方面上的优点。
- 球床反应堆—这种反应堆使用陶瓷球来包装住核燃料，所以它比较安全。绝大多数的这种反应堆使用氦作为冷却气体，氦不会爆炸，不会很容易地吸收中子而变得有放射性，也不会溶解能变得有放射性的物质。典型的设计拥有比轻水式反应堆的安全壳层数（一般为3层）更多层的安全壳（一般为7层）。一个它独有的特点是，它的燃料球实际上组成反应炉的核心，而且可以一个一个地更换，因此这种反应堆更安全。但是这种设计使成本提高。
- SSTAR小型（Small）密封（Sealed）可运输式（Transportable）自主（Autonomous）反应堆（Reactor）在美国是首要研究项目之一，它是一种相当安全的增殖反应堆。
- 次临界反应堆的设计更安全，但是在建造技术和经济上还有一定困难。
- 钍反应堆

在特殊的反应堆中，钍-232可以转变为铀-233。在这种情况下，比铀的储量更丰富的钍就可以用来制造铀-233。铀-233相对于铀-235来说有一些优点，它产生的中子更多，并且产生更少的长半衰期超铀元素核废料。
- 高级重水反应堆—下一代的压重水式核反应堆，使用重水来作为减速剂。印度的巴巴原子研究中心（BARC）正在对此进行研究。
- KAMINI—一种独特的反应堆，它使用铀-233来作为核燃料。由巴巴原子研究中心和甘地原子研究中心建造。
- 印度正在建造一台更大的快速增殖钍反应器，为的是利用钍来获取核能并控制它。

- 核聚变反应堆

受人为控制的核聚变在理论上也可以提供核能，并且操纵过程也不像锕系元素那么麻烦，但是在技术上还有许多难题等待解决。科学家已经建造几个核聚变反应堆，但是到目前为止，还没有一个反应堆输出的能量比输入的能量多。尽管科学家从1950年代就开始研究可控核聚变，但是一般认为2050年以前不会有商业性的核聚变反应堆投入应用。现在领导着可控核聚变研究的是国际热核聚变实验反应堆(ITER)。

## 核燃料的循环
核反应堆只是核燃料循环中的一部分。整个循环从核燃料的开采开始。一般来说，铀矿不是露天开采的条带矿，就是原地开采的过滤型矿。在任意一种情况下，铀矿石都会被提取出来，并被转为稳定且紧密的形式（例如黄铀饼），然后被送到处理工厂。在这里，黄铀饼会被转化为六氟化铀，之后会被提纯。在这时，包含了0.7%以上铀-235的提纯铀会被加工成各种形状大小的燃料棒。被送到核电站后，这些燃料棒会在反应堆中待上大约3年，在这3年中，它们会消耗自身包含的铀的3%，在这之后，它们会被送到乏燃料水池，在这里，核裂变中产生的一些半衰期短的同位素会衰变掉。在这里待上大约5年后，这些核燃料的放射性会降低到安全范围之内，之后就会被装进干的储藏容器永久储藏，或被送到再处理工厂进行再处理。

### 核燃料的来源
铀是一种常见的化学元素，陆地上和海洋中的每个地方都存在着铀。它就跟锡一样常见，储量比金高500倍。大部分种类的岩石和土壤都包含着铀，不過浓度极低。现在，比较经济的铀储藏地的铀浓度至少为0.1%。以现在的花费速度来算，地球上可被提取的铀还可用50年。在这种情况下，将铀的价格提高一倍会将核电站的运行成本提高5%。但是，如果将天然气的价格提高一倍，那么天然气的供应成本会提高60%。将煤的价格提高一倍会将煤的供应成本提高30%。
铀的提纯会产生出许多吨贫铀（DU），它包含了铀-238和大多数铀-235。铀-238有几种商业上的应用，比如说飞机制造，辐射防护，制造子弹和装甲，因为它具有比铅更高的密度。一些證據顯示过度接触铀-238的人会得疾病，这些人包括坦克乘员和在有大量贫铀存在的地区居住的居民。
现在的轻水反应堆远远没有能充分利用核燃料，这造成了浪费。更有效的反应堆或再处理技术将会减少核废料的数量，并且能更好地利用资源。
与现在使用铀-235（占天然铀的0.7%）的轻水反应堆不同的是，快速增殖反应堆使用的是铀-238（占天然铀的99.3%）。铀-238估计可供核电站使用50亿年。增殖技术已经被应用在了几个反应堆中。至2005年12月，唯一正在向外界提供能量的增殖反应堆是位于俄罗斯别洛雅尔斯克（Beloyarsk）的BN-600。（BN-600的输出功率为600兆瓦，俄罗斯还计划在别洛雅尔斯克核电站建造另一个反应堆，BN-800）还有，日本的“文殊”反应堆也在准备重新起用（它从1995年起就被关闭了），中国和印度也在计划建造增殖反应堆。
由钍转化而得的铀-233也可以用做核裂变燃料。地球上钍的储量为铀的储量的三倍，而且理论上所有这些钍都可被用来进行增殖，这使钍的潜在市场大于铀的市场。与用铀-238来制造钚不同的是，用钍来制造铀-233不需要快速增殖反应堆，它在常规增殖反应堆中的表现已经很令人满意了。
计划中的核聚变反应堆使用的核燃料是氘，一种氢的同位素，现在的设计也会用到锂。以现在人类消耗能量的速度来看，地球上可开采的锂还可以用3000年，海洋中的锂可用6000万年，月球表面也有大量的礦藏，如果核聚变反应堆只消耗氘的话，它们可以工作1500亿年。相比之下，太阳只剩下了50亿年的寿命。而地球的碳水化合物生物壽命，只剩下不到20億年了。

### 固体废料
相較於其他種類的發電廠（如燃煤發電廠），核能發電廠产生的废料相當少。一台大型核反应堆每年僅会产生3立方米的核废料。这些核废料中主要包含没有发生裂变的铀和大量锕系元素中的超铀元素（大部分是钚和锔）。3%的核废料是裂变产物。核废料中的长半衰期成分为锕系元素（铀，钚和锔），短半衰期成分为裂变产物。
用過核燃料具有强放射性，需要特别小心地處理。核废料的放射性会随着时间减少。40年后，它的放射性与刚从反应堆出来时相比，已经减少了99.9%。
核废料的储藏和处理是一个巨大的挑战。由于核废料具有放射性，它必须存放在具有辐射防护的水池中（乏燃料池），在这之后它一般会被送到干燥的地窖或防辐射的干燥容器中进行储藏，直到它的辐射量降低到可以进行进一步处理的程度。由于核燃料种类的不同，这个过程通常要持续几年到几十年的时间。美国大多数的核废料现在都在短期的储藏地点，人们正在讨论建造永久储藏地点。美国尤卡山（Yucca Mountain）的地下储藏室被提议成为永久的储藏地点。
核废料的数量可以通过几种方法来减少，其中核燃料再处理效果最为显著。即使这样，剩余的核废料如果不包含锕系元素，还会持续300年保持强放射性，如果包含锕系元素，则会持续几千年保持强放射性。即使将核废料中的锕系元素全部除去，并使用快速增殖反应堆通过嬗变将一些半衰期长的非锕系元素也除去，核废料还是要在一百至几百年内与外界隔绝，所以这是个长期的问题。次临界反应堆和核聚变反应堆也可以减少核废料需要被储藏的时间。由于科技在飞速地发展，处理核废料的最好方法是否为地下填埋已经出现了争议。现在的核废料在将来可能就是一种有用的资源。
核工业上使用的受污染的工作服、工具、净水树脂和一些正要关闭的核电站本身也都在产生一些低放射性的废料。在美国，美国核管理委员会已经几次尝试着允许低放射性废料被当作普通废物一样处理，比如进行填埋，回收等等。许多低放射性废料的辐射量非常小，它们只因为自己的使用历史而被当作了放射性废物。举例来说，根据美国核管理委员会的标准，咖啡也可以被视作低放射性废料。
在应用了核能的国家中，整个工业产生的有毒废料中只有不到1%是放射性废料，但是它们是极其有害的，除非经过衰变后，它们的辐射量变得更低，或者更理想的是，辐射完全消失。总体来说，核能工业产生的废料比化石燃料工业产生的废料要少很多。燃烧煤的工厂产生的有毒和放射性的废料尤其多，因为煤中的有害的和放射性的物质在这里被集中起来了。

### 再处理
再处理可以回收用过的核燃料中95%的铀和钚，并将它们转化为新的混合氧化物燃料。这也同时减少了核废料的长期放射性，因为经过再处理后，剩余核废料中主要就是半衰期短的裂变产物，并且它的体积也减少了90%。民用核燃料产生的废料的回收已经在英国、法国和（以前）俄罗斯大规模应用，中国也即将应用这项技术，印度也可能应用，日本应用此项技术的规模也在扩展中。伊朗已经宣布成功进行了核废料的再处理，这就完善了它的核燃料循环，但是同时也招致了美国和国际原子能机构的批评。与其它国家不同的是，美国在一段时间前是禁止核废料再处理的；尽管这个政策已经被废除，但是现在美国大部分使用后的核燃料都仍然在被当作废料处理。

## 核廢料
美國核能管理委員會將核能發電的核廢料分為高放射性廢料（乏燃料）、低放射性廢料、乏燃料回收附帶核廢料、鈾礦加工殘渣四個種類，美國對於高放射性廢料通常放置於核電廠地上乾桶存放，核廢料長期儲存位置的問題，如美國內華達州的尤卡山核廢料處置庫存放地點，因為爭議大常成為政治僵局。

### 高放射性廢料
核子反應爐用過的燃料，又稱為「乏燃料」，全世界年產量約一萬立方公尺，約佔總體核廢料3%，但其放射性佔總體核廢料95%。

### 低放射性廢料
被高放射性廢料污染的衣物，以及核子反應爐內部的過濾器材、抹布、試管、工具等器具，產量最大。

### 乏燃料回收附帶核廢料
乏燃料回收過程中產生的副產品。

### 鈾礦加工殘渣
鈾礦在加工成為核燃料時，產生半衰期長達千年的鐳等元素。

## 经济
核电站的建造通常需要大量资金，但是它的运行和维护成本却相当低（包括了核废料再处理或进行填埋的全部费用）。
核能的反对者认为，建造并运行核电站的费用加上核废料再处理和关闭核电站的费用已经超出了在环境上获得的利益。而核能的支持者说，核能是唯一一种将废料处理的费用考虑到运行成本中的能源，化石燃料的价格相当低是因为化石燃料工业从不考虑废料处理的问题。
英国皇家工程院在2004年发表了一份关于英国核电站运营成本的报告。这份报告尤其关注的是间歇性能源与更可靠的能源之间成本的比较。报告说明，风能的价格为核能价格的两倍。在碳价包含税的前提下，使用煤，核能和天然气发的电，价格为0.022-0.026英镑／千瓦时，使用气化煤的价格为0.032英镑／千瓦时。当碳税增加（最多为0.025英镑）时，煤发电的价格就接近了向陆风发电（包含备用能源）的价格，为0.054英镑／千瓦时，向海风发电的价格为0.072英镑／千瓦时。
核电的价格为0.023英镑／千瓦时。这个数字包括了核燃料再处理的费用。

### 建造所需资金
总体上来说，建造一座核电站的费用要比建造向外输出同样多功率的以煤或天然气为燃料的发电厂的费用高很多。煤的价格远远高于核燃料的价格，而天然气又远比煤贵，所以说，如果不考虑建造费用的话，烧天然气来发电是最贵的。但是，在建造核电站上投入资金的多少直接决定了核电站输出电能的多少。建造核电站需要的资金占了总运营成本的70%（假设折现率为10%）。
现在许多国家中的电力市场自由化使核能变得不如从前有吸引力了。在此之前，一个垄断性质的供电商可以保证供电直到几十年以后的将来。私人供电公司面临的是短期的合同和潜在的竞争，所以它们喜欢低建造成本的发电厂，这样就可以在短期内收回成本。
在许多国家中，建造核电站所需的执照，监管和认证经常会拖延核电站的竣工时间并增加建造成本。三哩岛核泄漏事故后，美国政府颁布了一系列关于核电站的新标准。以煤和天然气作燃料的发电厂不受这些标准限制，因为它们在建造时没有利润。但是，选址，获得执照和建造这三步适用于所有将要建造的发电厂，这些步骤使得更新而更安全的设计对能源公司来说更有吸引力。
在日本和法国，建造核电站所需的获得执照和认证的程序很简洁，这也就使建造费用和时间大大地缩短了。在法国，政府使用一种与认证新型飞机相似的程序来认证一种核反应堆。这就是说，法国政府不去认证单个的反应堆，而是直接认可一大类反应堆，这就减少了新核电站的认证时间。美国法律也允许这种一次认证一类的做法，并且这种做法很快就要被应用。
为了鼓励核能的发展，美国能源部（DOE）开展了核能2010年计划，在这个计划中，能源部会鼓励一些感兴趣的团体去采用法国式的认证程序，并且还会给予因认证拖延了时间而增加了建造成本的六家新核电站25%至50%的建造成本作为补贴。

### 补贴
核能的批评者认为，在核能的支持者计算核能的费用时，他们经常忽略了政府给予核能工业的大量补助，这些补助被用于帮助核能工业的研究。但是，其它能源工业也收到了补助。化石燃料工业交的税更少，并且不用为它们排放的温室气体支付赔偿金。在许多国家中，可再生能源也在生产的过程中收到了补贴，并且在税务方面还受到了特殊照顾。
核能的研究与发展（R&D）收到的补助要远远大于可再生能源和化石燃料R&D收到的补助多。但是，现在大部分这种现象都发生在日本和法国，在其它国家，可再生能源收到的补助最多。在美国，每年用于核裂变研究的资金已从1980年的21.79亿美元减少到了2000年的3500万美元。但是，为了重组整个核能工业，接下来建造的六个美国核反应堆将会收到与可再生能源同样多的补助，并且它们还会收到由于等待认证而损失的钱的一部分作为补偿。（参看核能2010年计划）
根据美国能源部的说法，美国境内的核事故保险收到了普莱斯-安德森核工业补偿法的补助。2005年7月，美国国会又将这台法律进行了扩展。在英国，1965年颁布的核设施建造法规定，核反应堆的事故由此反应堆的执照拥有者负责任。关于核损害民事责任的维也纳公约确定了国际间关于核事故责任的处理方法。

### 其它
核电站在无其它能源可用的地区最有竞争力，最为显著的例子就是法国，它几乎没有化石燃料储量。加拿大安大略省已经将它的水利资源运用到了极限，并且也几乎没有化石燃料储藏，所以在那里也有一些核电站。印度也在建造新的核电站。相反地，英国贸易与工业部不允许在英国建造新的核电站，因为与化石燃料相比，核能的单位成本太高。但是，英国政府的首席科学顾问戴维·金说英国有必要再建造一个核电站。中国计划建的核电站是最多的，因为它的经济在飞速发展，并且国内也有许多能源计划。
大多数新型的天然气发电厂都被用作用电高峰时期的备用发电厂。比天然气发电厂规模大的核电厂和煤电厂无法快速改变输出功率，这些电厂的角色只是在平常时期供电。因为平常时期的用电涨幅不像高峰时期那么大。一些新型反应堆，尤其是球床反应堆，是专为高峰时期用电而设计的。
在世界上任何一个地方建造核电站，无论这个核电站是旧式还是新式，都会遇到被当地居民反对的问题。经过三哩岛和切尔诺贝利这两个事故后，只有很少数的城市会欢迎一个新的核反应堆，核处理工厂，核燃料运输路线或试验性核设施。许多城市都颁布了法规，禁止建造任何核设施。但是，美国境内一些已有核设施的地方却在争抢着要更多核设施。核能的反对者會以切尔诺贝利的事故为理由反对美国政府建造新的核反应堆，但此缺乏說服力，因為美国60年前的核反应堆都比切尔诺贝利的反应堆安全；当被问到是否能在自己家后院建造一个切尔诺贝利式的反应堆时，大多数的人都会像预料中一样反對。但是三哩島事故卻顯示核電廠的真正成成本不低，但在化石燃料漲價後仍有競爭力、可以做為再生能源普及前的替代品。而福島第一核電廠事故則比過去任何事故都重創核能安全的信譽，此事件又大幅墊高核電廠的安全成本，令人擔心核電廠無法與再生能源競爭。
当使用了核燃料循环分析时，现在的核反应堆输出的能量会为输入能量的40-60倍。这比煤，天然气和除水力之外的可再生能源都要好。
生物燃料可以代替一大部分化石燃料。效率，隔绝，太阳热能和太阳电能方面的技术可以在天然气产量达到顶峰后满足大部分的天然气需求。大部分运输专家都正确地将生物燃料比作“天上的馅饼”，意为可望而不可及，因为即使按现在的需要量来算，世界上大部分的田地都会被用来“种”燃料。
核能的支持者说可再生能源还没有能解决间歇性用电，高运行成本和大面积输电这几个问题。举例来说，一项英国的研究显示当风能提供了人类所需能源的20%，并且在无风时由水或电／燃料驱动风车的成本也很低时，也仅能减轻煤电厂或核电厂6.7%的负担（从59GW到55GW），因为它们要在电力短缺时作备用电厂。核能的支持者说现在的技术还无法保证能让间歇性能源被大量应用。一些可再生能源，比如说太阳能，在用电高峰时正好很充足，这就减少了负担。未来电能的用途（比如加压水，海水淡化、制氢及車輛充電）也会减少核能和可再生能源在用电高峰时的负担。

## 核電與綠能
歐盟在2022年將符合以下條件的核能列入永續經濟活動清單的「過渡性活動」中：
- 遵照監管機關嚴格的安全和環境規範
- 備妥核廢料最終處置設施
- 擁有3.5代核電廠的施工許可（發照到2045年）
- 現有核電廠需取得延役改造許可（發照到2040年）
- 禁止將放射性廢棄物出口到第三國

## 相关风险

### 事故或袭击
核能的反对者认为，核反应堆的一个主要缺点就是它面临着核事故和恐怖分子袭击的威胁，这样的话大量平民都会受到辐射线的照射。
核能的支持者认为，在一个设计得很好的反应堆中，核泄漏的风险是非常小的，因为它的安全系统经过了精心的设计，并且核工业将核事故看得很严重，对它的关心程度远比煤电厂和水电厂高。在大面积的范围内造成了灾难的切尔诺贝利核电站，实际上是结合了很危险的RBMK反应堆，缺乏安全壳的建筑物，不精心的保养和缺失安全的规章的一种产物。与西方使用的几乎所有核反应堆不同的是，RBMK型反应堆有一個危險的正空泡係數（空泡係數），这意味着一个零部件的失灵就会使反应堆产生越来越多的热和射线，直到反应堆破裂为止。即使是在三哩岛核泄漏事故这个苏联之外最严重的民用核设施的事故中，压力容器和安全壳建筑物也没有破裂，只是核反应堆的核心熔毁，向自然界释放出了非常少量的射线（比生物圈放出的射线都要少）。
而福島第一核電廠事故則是反核的最佳例子，在重大災難時，核燃料與核廢料可能失去冷卻系統，若無法及時冷卻，高溫高壓會摧毀圍阻體，但搶救需要仰賴死士、非常不道德；而增加核電廠安全上的花費或等待機器人技術成熟是避免這些問題的方法，但發展再生能源可能比較廉價及低風險。
科学家们正在尝试着改变核反应堆的设计，他们希望能通过这样来减少核裂变反应堆出事故的风险；自动化和被动安全式的反应堆也正在研究中。未来可能出现的核聚变反应堆在理论上出事的风险是非常小的，因为反应堆中的核燃料只够反应约一分钟时间，但是核裂变反应堆中储藏的是够用一年的核燃料。次临界反应堆中从来不储藏任何核燃料。
核能的反对者说他们担心核废料得不到足够的防护，在恐怖分子袭击时，这些核废料可能会泄漏出来。他们引用了1999年发生在俄罗斯的一件事：几名工人在贩卖5克放射性物质时被抓获，他们还引用了1993年同样发生在俄罗斯的一件事：警方抓获了正在贩卖4.5克浓缩铀的工人。从那以后，联合国就开始努力让世界各大国改善核设施的安全防护，从而阻止放射性物质落入恐怖分子之手。有时为了保护运输核材料的货船会出动几千名警察。其它能源的有关设施，比如说水电厂和天然气运输船，更容易受到事故和袭击的威胁。但是，核能的支持者说核废料已经得到了很好的防护，并且他们还说在全世界范围内没有一起民用核设施的事故与核废料有关。他们还指出，美国核管理委员会和其它一些机构对核反应堆和核废料储藏设施强度的大量测试表明，它们可以承受与911袭击事件规模大致相等的恐怖袭击。用完的核燃料通常位于核电站的“保护区”或用后核燃料的海运容器；偷取它来制作炸弹是极难的。用后的核燃料释放出的射线足以快速地将任何接近它的恐怖分子杀死。
根据美國核能管理委員會的研究，美国境内已经有20个州要求居住在核反应堆周围10英里内的居民在家中储藏碘化钾，这在严重的核事故发生时（虽然可能性非常小）是非常有用的。

### 对人类健康的影响
人类接触到的大多数辐射都属于自然界的背景辐射。背景辐射之外的那一部分，绝大多数都与医疗有关。一些覆盖了美国、加拿大和欧洲的大规模研究没有发现任何表明居住在核反应堆周围的居民癌症死亡率升高了的证据。举例来说，1990年，美国国立卫生研究院中的美国国家癌症研究所（NCI）宣称，在对16种癌症的死亡率进行了一项大规模研究后，他们认为居住在美国62座核电站周围的居民癌症死亡率并不比其它地方高。这项研究同时发现，在新建了一座核电站后，当地儿童的白血病死亡率也没有增长。这项研究是美国国家癌症研究所进行的规模最大的对癌症的研究，它一共在核电站周围的居民中调查了900000个因癌症而死的人。
除了切尔诺贝利核事故的直接影响外，在乌克兰和白俄罗斯的一些地方，土壤也含有放射性。因此在切尔诺贝利核电站周圍有規劃疏散区防止民眾進入。
在2006年3月，安全检查发现，美国境内的一些核电站一直有受了氚污染的水泄漏到土壤里。（被核电站排放出来的水会通过废水管道流进河里，这时的废水已经达到了排放标准。但是，通过向土壤中排放，只有很少量的氚进入了饮用水供应系统。）伊利诺伊州的司法部长说，她要以六处这样的泄漏为名控告Exelon公司，她要公司向周边居民提供干净的自来水，尽管公司外的每个水井中的水都没有超标。在进行了调查后，美国核管理委员会声称“这次检查确认了公众的健康和安全没有受到有害影响，并且公众接触的照射剂量与美国核管理委员会的标准相比是非常低的。”但是，美国核管理委员会主席说：“他们需要修复它。”

### 核武器扩散
核能的反对者指出，核技术经常是军民两用性质的，民用核计划中用到的材料和技术都可以用于发展核武器。能够防止核扩散是核反应堆的主要设计指标之一。
在大多数国家中，军用和民用的核技术经常与该国的核能力一起被提及。比如说，在美国，能源部的首要目标是“增强美国的公民，经济和能源的安全性；为了达到此目标，还要鼓励科学上和技术上的创新；并且消除公民对于核武器的恐惧。”
大部分核反应堆中的浓缩铀的浓度对于制造核弹来说太低。大多数核反应堆使用的是浓度为4%的浓缩铀；原子弹小男孩用的是80%的浓缩铀；虽然低浓度的浓缩铀也可以用来制造原子弹，但是浓度的下降会使炸弹的最小尺寸变得出奇的大，这是很不切实际的。但是，用来为发电制造浓缩铀的工厂和技术也可以制造核弹所需的高纯度浓缩铀。
另外，核反应堆在工作时制造出的钚，如果在再处理时进行浓缩的话，也是可以用来制造核弹的。虽然在一般核反应堆的核燃料循环中制造出来的钚中，钚-240的低浓度使它没有成为制造武器的理想材料，但是还是可以由它制造出有用的武器。如果一个核反应堆所在的核燃料循环非常短，那么具有武器级浓度的钚就可以被制造出来。但是，在许多反应堆中进行这种活动是很难掩人耳目的，因为用民用核反应堆来制造核武器需要经常关闭核反应堆来添加核燃料，而这在卫星图片上是清晰可见的。
大部分人都相信印度和巴基斯坦在它们的核能计划中使用了CANDU核反应堆来为核武器制造可裂变材料，但是，这不是完全正确的。加拿大（提供了40MW的试验型核反应堆）和美国（提供了21吨重水）都向印度提供了开展核武器计划所需要的技术。由于并没有规定一国该怎样使用从他国得到的核技术，因此印度可以用这些技术来制造核武器。巴基斯坦被相信在一个自主的浓缩计划中为它的核武器制造出了裂变材料。
为了预防核武器的扩散，国际原子能机构在1968年通过并实施了防止核武器扩散条约（NPT），条约规定签约国对于核技术必须采取保护措施。签约国被要求向国际原子能机构报告它们拥有的核材料的种类和位置。签约国还同意，为了能进入国际核市场，它们允许国际原子能机构派出调查员和监督员来确认它们关于核材料的报告，并且对它们的核材料进行检查。
有些国家以前没有签署这项条约，并且有能力使用国际间援助的核技术（经常为民用）来发展核武器（印度、巴基斯坦、以色列和南非）。南非后来也成为了防止核武器扩散条约的签约国，现在它是世界上唯一已知发展了核武器并被证实将其销毁了的国家。在那些签署了这项条约并通过海运收到了一些零星的核材料的国家中，许多国家已经宣称或已被指责尝试着使用应为民用的核电站来发展武器，比如说伊朗和朝鲜。有些种类的核反应堆比其它种类更容易被用来制造核武器，而且国际上的一些关于核武器扩散的争论已经聚焦到了具有发展核武器的野心的国家中某些具体的反应堆型号上。
一些新的技术，比如说SSTAR，可能通过密封的核反应堆，有限的独立式核燃料供应和对于人为干涉的管制来降低核武器扩散的风险。
在扩展核能的用途时，一个可能的障碍是铀矿石的储量限度，这在建造和运行增殖核反应堆时是必需的。但是，以现在的消耗速度来算，地球上还有足够的铀—“总的说来，能供我们开采的铀储量还能用几百（最高1000）年，即使使用标准的反应堆。”在卡特总统的领导班子对核燃料再处理下了禁令之后，美国境内的增殖反应堆全部被关闭了，对核燃料再处理下禁令是因为在再处理的过程中，武器级核材料扩散的风险是无法为人所接受的。
一些核能的支持者对于核武器扩散的风险可能是国际间预防“不民主”的发展中国家获得任何核技术的原因之一表示同意，但是他们说“民主”的发达国家没有任何理由关闭位于它们境内的核电站，尤其因为“民主国家”之间“不会挑起战争”。
核能的支持者还说，核能与其它一些能源相似，能持续以同样的价格持续地供电，还不会让国与国之间争抢能源，而国际间对于能源的争抢可能会导致战争。
2006年2月，美国宣布了它的一项新措施，即全球核能源合作计划。在这项计划中，国际间会合作使用一种能够防止核扩散的核燃料再处理方法，同时也使发展中国家能够发展核能计划。

## 环境影响
| 發電放法         | 簡述                                      | 每單位電量所產生的二氧化碳 (g CO2/kWhe))（百一分段價） |
| ---------------- | ----------------------------------------- | ------------------------------------------------------ |
| 水力發電         | 假設利用水塘，不含水壩建設                | 4                                                      |
| 風力發電廠       | 位於低成本陸地的情境，不含海上型          | 12                                                     |
| 核電             | 以普遍的第二代核反應堆計算 不含更新型科技 | 16                                                     |
| 生質燃料         |                                           | 18                                                     |
| 聚光太陽能熱發電 |                                           | 22                                                     |
| 地熱發電         |                                           | 45                                                     |
| 太陽能電池       | 多晶硅太陽能電池 生產過程的碳排放         | 46                                                     |
| 燃氣發電         | 假設加裝燃氣渦輪 聯合廢熱回收蒸汽發生器   | 469                                                    |
| 燃煤發電         |                                           | 1001                                                   |

| 發電技術                | 最少  | 中位數 | 最多 | 已商業化 |
| ----------------------- | ----- | ------ | ---- | -------- |
| 燃煤發電                | 740.0 | 820.0  | 910  | 是       |
| 天然氣 – 聯合循環       | 410.0 | 490.0  | 650  | 是       |
| 生物燃料                | 130.0 | 230.0  | 420  | 是       |
| 太阳能电池 – 俱規模的   | 18.0  | 48.0   | 180  | 是       |
| 太阳能电池 – 不俱規模的 | 26.0  | 41.0   | 60   | 是       |
| 地熱能                  | 6.0   | 38.0   | 79   | 是       |
| 聚光太陽能熱發電        | 8.8   | 27.0   | 63   | 是       |
| 水力發電                | 1.0   | 24.0   | 2200 | 是       |
| 離岸風力發電場          | 8.0   | 12.0   | 35   | 是       |
| 核電 （核裂變）         | 3.7   | 12.0   | 110  | 是       |
| 風力發電場              | 7.0   | 11.0   | 56   | 是       |
| 海洋 (潮汐 及 波浪)     | 5.6   | 17.0   | 28   | 未       |

### 空气污染
无放射性的水蒸气是核电站在运行时释放出来的主要排泄物。核裂变会产生一些气体，比如说碘-131和氙-133。这些气体主要会被封在燃料棒中，但是在假定的事故中，会有少量气体被释放到冷却剂中。化学物品控制系统会将放射性气体隔离，这些气体需要被存放很长时间（半衰期的几倍），直到它们变的安全。碘-131和氙-133的半衰期分别为8.0天和5.2天，因此它们需要被储藏好几个月的时间。
核能发电不直接产生二氧化硫、氮氧化物、汞或其它与化石燃料的燃烧有关的污染物。（仅在美国，每年就有许多人因为燃烧化石燃料产生的污染物而死去）。它也不直接产生二氧化碳，这使一些环境保护者通过支持对核能的依靠来减少温室气体的排泄（温室气体造成了全球暖化）。
为了生产核燃料，矿石需要被采集并被处理。这个过程不是直接使用柴油或汽油机，就是使用电网提供的电，而这些电可能是通过燃烧化石燃料产生的。核燃料循环分析评价这个过程消耗的能量（以今天的混合能源来算）并进行计算，它要计算的是在核电站的整个寿命中，减少的二氧化碳排放量（与核电站供电多少有关）与排放出的二氧化碳数量（与核电站的建造和核燃料的获得有关）之比。
一些循环分析表明，核电站每发一千瓦时的电与风能每发一千瓦时的电，排放量相似。2001－2005年的一个循环分析发现，根据核燃料中铀浓度的不同，核电站每发一千瓦时的电排放的二氧化碳的量为天然气发电厂每发一千瓦时的电排放的二氧化碳的量的20%到120%。2003年，世界核材料协会对这个循环分析进行了批评，并且在2006年进行了一个自己的循环分析，推翻了它的结论。
2006年，英国政府的可持续发展委员会总结说，如果英国的核电能力再增加一倍，那么到了2035年，英国全国的二氧化碳排放量将会减少8%。英国的目标是在2050年时将温室气体的排放量减少60%。与2006年一样的是，英国政府在今年晚些时候公布自己的研究结果。

### 废热
核反应堆需要冷却，典型的是用水来冷却（有时不是直接的）。使用水来将能量从一个热源带走，需要一个冷源，这个过程叫做兰金循环（Rankine cycle）。能通过兰金循环来转化为能量的热是有限度的。多余的热量需要当作废热来排放掉，这时就需要冷却水了。河流是最常用的冷却水来源，也是废热的排放地点。废水的温度必须受到限制，否则会将河中的鱼杀死；生物圈中比一般水温度高的热水是一个潜在的长期隐患。在大多数新的核电站中，这个问题被冷却塔解决了。废水对于所有的传统供电厂，包括煤，石油和天然气供电厂都是一个问题，因为它们都靠着兰金循环来产生能量。这四种供电厂只是在热源上有所不同。
对于限制废气温度的需求也会限制住发电能力。在极热的天气中，用电量是最高的，但是这时核电站的发电量却可能会下降，因为核电站中冷却水的温度会变得更高，这样它的冷却效率就会降低。在改进核电站的设计时，工程师们会考虑到这点，因为冷却能力的增加会让建造资金也增加。

## 原子能機構團體名单
- 国家原子能机构（中華人民共和國）
- 行政院原子能委員會（中華民國）
- 美国能源部（美国）
- 欧洲原子能共同体（歐洲聯盟）
- 国际原子能机构（聯合國）
- 日本原子能研究开发机构（日本）

## 外部連結
- 通过讨论来认识核能 （页面存档备份，存于）
- 核能选择 （页面存档备份，存于）
- Oldberg, T. and R. Christensen（1995年）"不可靠的评价" NDE for the Energy Industry 1995, pp. 1–6
- Oldberg, T.（2005年）"核能的道德问题"
- Steve Thomas（2005年）, "核能的经济：近期研究的分析"
- Wahington&Lee大学的国家数码科学图书馆中的档案[永久]
- 核能：能量平衡 （页面存档备份，存于）
- 关键时刻：三哩岛，核遗产，和核安全 （页面存档备份，存于）（2005年）,  2006年6月版 （页面存档备份，存于）